# Museau de singe
Le museau de singe,,,, autre nom pour désigner les lèvres phoniques, est une structure anatomique trouvée dans la tête de certains cétacés, les odontocètes, et servant à la production du son comme le feraient les cordes vocales humaines.

## Découverte
Cette structure fut découverte par deux scientifiques français ayant disséqué en 1897 la tête d'un grand cachalot. Il lui donnèrent le nom de « museau de singe » en raison de la ressemblance de ces épaisses membranes avec les lèvres de certains singes.

## Rôle
Les lèvres phoniques sont constituées par deux paires de membranes (une seule chez le grand cachalot) situées sur un conduit aérien étroit comparable aux voies nasales humaines. Les divers sons sont produits par le passage de l'air au travers de cette structure qui provoque, à la manière des ronflements humains, l'aspiration et l'accolement des lèvres phoniques et la mise en vibration des tissus environnants, avec émission d'un son. Tout comme l'homme le fait avec son larynx pour la voix, l'animal peut contrôler cette vibration avec beaucoup de précision. Pour l'écholocalisation, la vibration traverse les tissus crâniens jusqu'au melon, une sorte de caisse de résonance qui forme et oriente le faisceau sonore. La grande majorité des cétacés à dents possèdent deux paires de lèvres phoniques et peuvent ainsi émettre deux sons indépendamment. L'air qui a passé les lèvres phoniques entre dans le sac vestibulaire. De là, il peut être expulsé à l'extérieur par l'évent ou renvoyé dans la partie inférieure de l'appareil nasal et recyclé pour émettre un nouveau son.